# Jan Beaufort, 1. hrabě ze Somersetu
Jan Beaufort, 1. hrabě ze Somersetu (asi 1373 – 16. březen 1410) byl prvním ze čtyř dětí Jana z Gentu a jeho milenky Kateřiny Swynfordové, se kterou se v roce 1396 oženil. Beaufortovo příjmení je pravděpodobně odvozeno od otcova panství Beaufort v Champagne, ve Francii.
Děti Jana z Gentu a Kateřiny byly dvakrát uznány za legitimní, jednou v roce 1390, podruhé roku 1397, a to jak parlamentem za vlády Richarda II., tak papežem Bonifácem IX. Beaufortové byli z následnictví trůnu svým nevlastním bratrem Jindřichem IV. vyloučeni.

## Mládí
Mezi květnem a zářím 1390, Beaufort odešel do Severní Afriky na Barbarskou křížovou výpravu, vedenou Ludvíkem II. Bourbonským. V roce 1394 byl v Litvě, kde sloužil u německých rytířů.
Jan byl 10. února 1397 jmenován hrabětem ze Somersetu, jen několik dní potom, co parlament jeho i jeho sourozence uznal legitimního potomky. V únoru 1397 byl také jmenován admirálem irského loďstva a konstáblem hradu Dover. V květnu byla jeho admiralita rozšířena o severní flotilu. V létě 1397 se stal jedním ze šlechticů, kteří pomohli Richardovi II. osvobodit se z moci Lordů odvolatelů. Za odměnu byl 29. září jmenován markýzem ze Somersetu a Dorsetu a později roku 1397 také rytířem Podvazkového řádu a poručíkem Akvitánie. Kromě toho, dva dny před svým povýšením na markýze se oženil s královou neteří, Markétou Hollandovou, sestrou Tomáše Hollanda. Jan zůstal v králově přízni i poté, co byl jeho starší nevlastní bratr, Jindřich Bolingbroke, v roce 1398 vykázán z Anglie.

## Pozdější kariéra
Poté, co byl Richard II. v roce 1399 Jindřichem Bolingbrokem svržen z trůnu, nový král odvolal tituly, které byly dány protivníkům Lordů odvolatelů, a tak se Jan stal pouze hrabětem ze Somersetu. Přesto byl ke svému nevlastnímu bratrovi loajální a nechal ho sloužit v různých vojenských velitelstvích a některých důležitých diplomatických operací. Beaufort v roce 1400 získal zabavené majetky velšského povstaleckého vůdce Owaina Glyndŵra, ale tyto majetky bylo možné převzít až v době po jeho smrti, v roce 1415. Roku 1404 byl jmenován konstáblem Anglie.

## Rodina
Jan Beaufort a Markéta Hollandová, dcera Tomáše Hollanda, 2. hraběte z Kentu a Alice FitzAlan, spolu měli šest dětí. Jejich vnučka Markéta Beaufortová se provdala za Edmunda Tudora, syna královny vdovy Kateřiny z Valois a Owena Tudora.
Jan Beaufort zemřel v nemocnici Svaté Kateřiny u Toweru. Byl pohřben v kapli Svatého Michala v Canterburské katedrále.
Jeho dětmi byli:
- Jindřich Beaufort, 2. hrabě ze Somersetu
- Jan Beaufort, 1. vévoda ze Somersetu
- Johana Beaufortová
- Tomáš Beaufort
- Edmund Beaufort (1. vévoda ze Somersetu)
- Markéta Beaufortová